# Néiser Villarreal
Neyser David Villarreal Quiñónes (Tumaco, 24 aprile 2005) è un calciatore colombiano, attaccante del Millonarios.

## Carriera

### Club
Cresciuto nel settore giovanili del Millonarios, debutta in prima squadra il 16 settembre 2023, nella vittoria interna per 3-0 in Categoría Primera A contro l'Atlético Bucaramanga.

### Nazionale
Ha giocato nelle nazionali giovanili dell'Under-20. È stato convocato per il Campionato sudamericano di calcio Under-20. Segna il suo primo goal il 29 gennaio 2025 nella vittoria per 1-0 contro l'Ecuador U20.

## Statistiche

### Presenze e reti nei club
Statistiche aggiornate al 20 giugno 2025.
| Stagione        | Squadra         | Campionato      | Campionato | Campionato | Coppe nazionali | Coppe nazionali | Coppe nazionali | Coppe continentali | Coppe continentali | Coppe continentali | Altre coppe | Altre coppe | Altre coppe | Totale | Totale |
| Stagione        | Squadra         | Comp            | Pres       | Reti       | Comp            | Pres            | Reti            | Comp               | Pres               | Retin              | Comp        | Pres        | Reti        | Pres   | Reti   |
| --------------- | --------------- | --------------- | ---------- | ---------- | --------------- | --------------- | --------------- | ------------------ | ------------------ | ------------------ | ----------- | ----------- | ----------- | ------ | ------ |
| 2023            | Millonarios     | PC              | 3          | 0          | CC              | 0               | 0               | -                  | -                  | -                  | -           | -           | -           | 3      | 0      |
| 2024            | Millonarios     | PC              | 7          | 0          | CC              | 1               | 0               | -                  | -                  | -                  | -           | -           | -           | 8      | 0      |
| 2025            | Millonarios     | PC              | 15         | 0          | CC              | 0               | 0               | -                  | -                  | -                  | -           | -           | -           | 15     | 0      |
| Totale carriera | Totale carriera | Totale carriera | 25         | 0          |                 | 1               | 0               |                    | -                  | -                  |             | -           | -           | 26     | 0      |

## Palmarès

### Individuale
- Capocannoniere del Campionato sudamericano under 20: 1

Venezuela 2025 (8 reti)